# 错金银

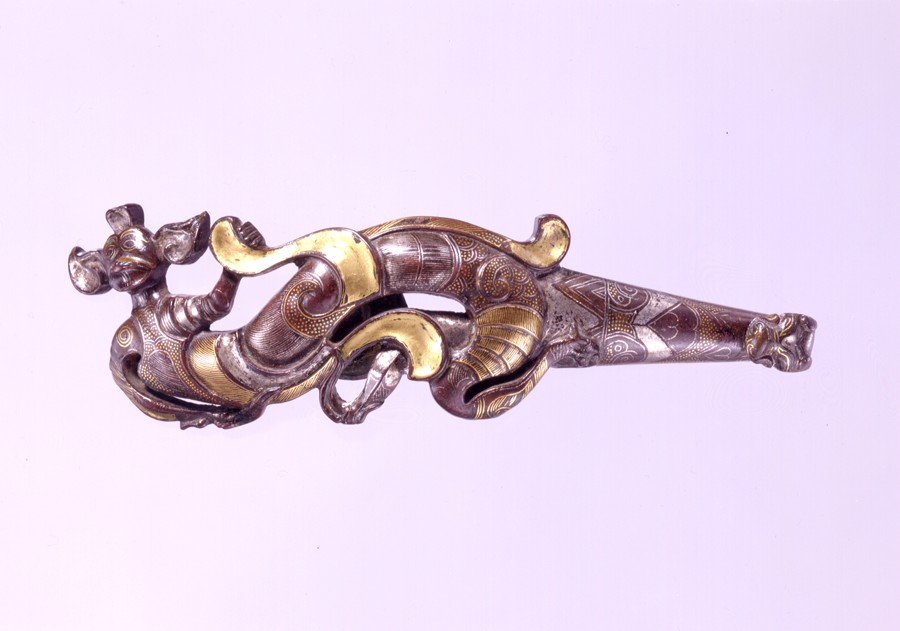
戰國至西漢時期的錯金銀異獸紋帶鈎。

錯金是一種青銅器裝飾工藝，以在器物表面上鑲嵌金絲。如果同時鑲嵌銀絲，稱之為錯金銀。如只鑲嵌銀絲，則稱為錯銀。

## 方法
古早錯金的方法如下：
- 一、先在器物表面鏨刻出線條，或是在鑄造器物前先在範上為鑄具預留凹線。
- 二、調製「金汞齐」，以400攝氏度熱熔了的液態金混合七倍的液態汞，製成泥金。
- 三、將泥金塗繪在器物表面凹入的線條上，再等待汞蒸發，只餘下金線留在器物表面。
- 四、再用磨石、皮革將金線磨平。錯銀的方法同錯金。

但由於汞對人體有害，現今除非特別的狀況否則通常都不再使用金汞齊的做法。
取而代之的是用雕刻搭配金線、銀線取代。
現今的錯金方法如下
- 一、在物器表面雕刻出線條、凹槽平面。
- 二、若要錯金的地方為線條，則在線條內側刻出粗糙的痕跡，若是大平面錯金，則用勾絲刀交錯將底面雕刻成粗糙面以增加抓附力。
- 三、將金線按入要鑲嵌的地方，然後用槌子、氣動刀等器材將金線夯實
- 四、用砂紙、皮革等將表面打磨平整後即完成。

## 歷史
錯金工藝在東周時期已經存在，在漢代尤為鼎盛。